# Thierry Neuvic

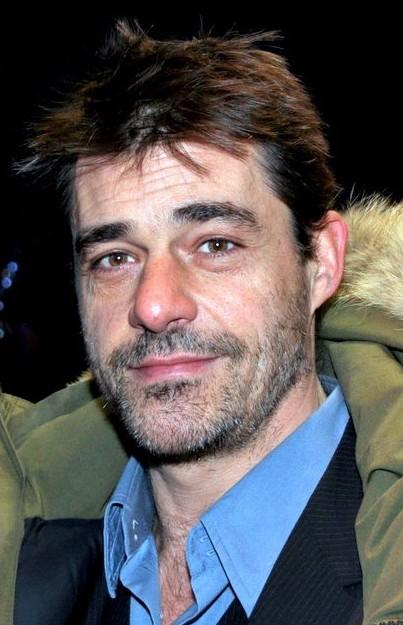
Thierry Neuvic, 2013

Thierry Neuvic (* 3. August 1970 in Montreuil, Seine-Saint-Denis, Frankreich) ist ein französischer Theater- und Filmschauspieler.

## Leben
Neuvic entstammt einer Romafamilie. Sein Großvater hatte den Namen der französischen Gemeinde Neuvic erhalten, wo er als Kind ausgesetzt worden war. Thierry Neuvic, der bei seiner Großmutter aufwuchs, zog mit 18 Jahren nach Südfrankreich, wo er an einem Theaterkurs teilnahm. Nachdem ihm ein Lehrer Schauspieltalent bescheinigt hatte, siedelte Neuvic nach Paris über. Dort ließ er sich an der privaten Schauspielschule Cours Florent und am Conservatoire de la rue Blanche zum Schauspieler ausbilden.
Zunächst war Neuvic mehrere Jahre beim Theater aktiv, wo er unter anderem in Bertolt Brechts Baal und Frank Wedekinds Lulu auf der Bühne stand. Ab 1995 wirkte er in einer Reihe französischer Fernsehproduktionen mit, wie etwa in dem Fernsehdrama Vergiß Sarajevo nicht (1997) an der Seite von Bernard Giraudeau und Mathilde Seigner. Im Jahr 2000 gab er neben Juliette Binoche sein Leinwanddebüt als Kriegsfotograf in Michael Hanekes für die Goldene Palme nominierten Film Code: unbekannt. Es folgten Nebenrollen in der Filmkomödie Unglaublich (2001), in der Audrey Tautou die Hauptrolle spielte, sowie in dem mit vier Césars prämierten Thriller Kein Sterbenswort (2006) von Guillaume Canet.
Neuvic war auch weiterhin im Fernsehen zu sehen. 2005 gehörte er sechs Folgen lang zur Besetzung der Fernsehserie Clara Sheller – Verliebt in Paris, in der François Vincentelli in der zweiten Staffel seine Rolle übernahm. Von 2006 bis 2012 spielte Neuvic regelmäßig in der Serie Mafiosa. Erneut auf der Leinwand kam er in Marina de Vans Thriller Don’t Look Back – Schatten der Vergangenheit (2008) als Ehemann von Sophie Marceau bzw. Monica Bellucci zum Einsatz. Ein Jahr später trat er in der Verfilmung von Oskar und die Dame in Rosa, einer Erzählung von Éric-Emmanuel Schmitt, auf, bei der Schmitt auch die Regie führte. In Clint Eastwoods Filmdrama Hereafter – Das Leben danach (2010) mit Matt Damon und Cécile de France sowie in Guy Ritchies Sherlock Holmes: Spiel im Schatten (2011) war Neuvic in Nebenrollen zu sehen.
In Sebastian und die Feuerretter (2015) und Belle & Sebastian – Freunde fürs Leben (2017), den beiden Fortsetzungen der Cécile-Aubry-Verfilmung Belle & Sebastian über die Freundschaft zwischen einem Waisenjungen und einer wildlebenden Hündin während des Zweiten Weltkriegs, übernahm Neuvic die Rolle des lange vermissten Vaters von Sebastian. In der Miniserie Juste un regard spielte er 2017 sechs Folgen lang den plötzlich verschwundenen Ehemann von Virginie Ledoyen.
Thierry Neuvic war bis 2011 mehrere Jahre lang mit der Schauspielerin Hélène Fillières liiert, die in der Serie Mafiosa seine Schwester spielte. Von 2013 bis 2016 folgte eine Beziehung mit der Sängerin Jenifer Bartoli, die er während des Drehs zur Filmkomödie Les Francis (2014) kennengelernt hatte. Aus der Verbindung ging ein Sohn (* 2014) hervor.

## Filmografie (Auswahl)
- 1995/2005: Le juge est une femme (TV-Serie, zwei Folgen)
- 1997: Vergiß Sarajevo nicht (Si je t’oublie Sarajevo) (TV-Film)
- 1998: Louise et les Marchés (TV-Miniserie)
- 2000: Code: unbekannt (Code inconnu: Récit incomplet de divers voyages)
- 2001: Unglaublich (Dieu est grand, je suis toute petite)
- 2001: Mausolée pour une garce (TV-Film)
- 2002: Génération start-up (TV-Film)
- 2004: Joséphine, ange gardien (TV-Serie, eine Folge)
- 2005: Tout pour plaire
- 2005: Clara Sheller – Verliebt in Paris (Clara Sheller) (TV-Serie, sechs Folgen)
- 2005: La bonne copine (TV-Film)
- 2006: Comme t’y es belle!
- 2006: Kein Sterbenswort (Ne le dis à personne)
- 2006: Kleine Lügen, große Liebe (Petits secrets et gros mensonges) (TV-Film)
- 2006–2012: Mafiosa (TV-Serie, 25 Folgen)
- 2007: Autopsy (TV-Film)
- 2007: La légende des 3 clefs (TV-Miniserie)
- 2008: Love Is Dead (Kurzfilm)
- 2008: Stella
- 2008: Don’t Look Back – Schatten der Vergangenheit (Ne te retourne pas)
- 2009: Oskar und die Dame in Rosa (Oscar et la dame rose)
- 2010: Ein starkes Gift (Un poison violent)
- 2010: Hereafter – Das Leben danach (Hereafter)
- 2010: Le Cose che restano (TV-Miniserie)
- 2011: Suerte
- 2011: Das Haus der Geheimnisse (Derrière les murs)
- 2011: L’angle mort (Kurzfilm)
- 2011: Sherlock Holmes: Spiel im Schatten (Sherlock Holmes: A Game of Shadows)
- 2012: Les papas du dimanche
- 2013: Au bonheur des ogres
- 2013: Der Staat schweigt (Silences d’état) (TV-Film)
- 2014: Ligne de mire (TV-Film)
- 2014: Les Francis
- 2014: L’affaire SK1
- 2014: Tu es si jolie ce soir
- 2015: Antigang – Im Schatten des Verbrechens (Antigang)
- 2015: Sebastian und die Feuerretter (Belle et Sébastien: L’aventure continue)
- 2016: Wohne lieber ungewöhnlich (C’est quoi cette famille?!)
- 2017: Juste un regard (TV-Miniserie)
- 2017: Belle & Sebastian – Freunde fürs Leben (Belle et Sébastien 3, le dernier chapitre)
- 2018: Illégitime (TV-Film)
- 2019: La malédiction de Provins (TV-Film)
- 2019: Coup de foudre à Saint-Petersbourg (TV-Film)
- 2019: C’est quoi cette mamie?!
- 2019–2020: Une belle histoire (TV-Serie, fünf Folgen)

## Auszeichnungen
- 2019: Preis des Festival de Luchon in der Kategorie Bester Darsteller für Illégitime